# جورج فين
جورج فين (بالإنجليزية: George Finn)‏ مواليد 21 يناير 1990 في تبليسي، هو ممثل أمريكي بدأ مسيرته الفنية سنة 2004.

## الأعمال

### أفلام
- لول (2012) (بدور: تشاد)

### مسلسلات
- أنفابيولس (2004) (بدور: جوليان)
- 90210 (2009) (بدور: مايكل)
- كيف قابلت أمكما (2009)
- كولد كيس (2010) (بدور: باري جنسن)
- ذا منتاليست (2014) (بدور: ويس باكستر)

## روابط خارجية
- جورج فين على موقع IMDb (الإنجليزية)
- جورج فين على موقع ألو سيني (الفرنسية)
- جورج فين على موقع أول موفي (الإنجليزية)
- جورج فين على موقع قاعدة بيانات الفيلم (الإنجليزية)
- جورج فين على موقع كينوبويسك (الروسية)